# Кристиан (Хесен-Ванфрид-Рейнфелс)
Кристиан фон Хесен-Ванфрид-Рейнфелс (на немски: Christian von Hessen-Wanfried-Rheinfels; * 17 юли 1689 във Ванфрид, † 21 октомври 1755 в Ешвеге) е от 1731 до смъртта си 1755 г. последният ландграф на Хесен-Ванфрид-(Ешвеге) и Хесен-Рейнфелс.
Той е син на ландграф Карл фон Хесен-Ванфрид (1649 – 1711) и втората му съпруга графиня Александрина Юлиана (1651 – 1703), дъщеря на граф Енрико фон Лайнинген-Дагсбург и графиня Доротея фон Валдек-Вилдунген. 
Кристиан трябва да стане каноник в Страсбург, но на 21 години през 1710 г. отива във войската на Хесен-Касел. След смъртта на баща му през 1711 г. той поема управлението на ландграфство Хесен-Ванфрид. По-големият му полубрат Вилхелм II (1671 – 1731) се връща във Ванфрид. Те се скарват и император Карл VI урежда проблема. Кристиан се отказва от ландграфството и получава дворец-резиденцията в Ешвеге и годишен апанаж от 7500 гулдена. От 1711 г. той се нарича Кристиан фон Хесен-Ешвеге.
Полубрат му Вилхелм II умира бездетен и Кристиан става през 1731 г. ландграф на Хесен-Ванфрид и Хесен-Рейнфелс.
Кристиан умира бездетен от мозъчен удар на стълбите в църквата в Ешвеге на 21 октомври 1755 г. и е погребан във фамилната гробница на Хюлфенсберг в Гайсмар в Тюрингия. С него линията Хесен-Ванфрид изчезва. Според домашния договор частта Хесен-Ванфрид отива обратно към линията Хесен-Ротенбург, на ландграф Константин.
Неговата вдовица Мария Франциска фон Хоенлое-Бартенщайн отива във Франкфурт на Майн, където умира на 11 декември 1757 г.

## Фамилия
Кристиан е сгоден за принцеса Мария-Августа фон Турн и Таксис, дъщеря на княз Анселм Франц, но император Карл VI разваля годежа, за да я омъжи през 1727 г. за фелдмаршала и щатхалтер на Сърбия херцог Карл Александер фон Вюртемберг. Кристиян е много тъжен за своята любима. Той се жени на 42 години на 11 август 1731 г. за своята племенница принцеса Мария Франциска фон Хоенлое-Бартенщайн (* 17 август 1698 в Бартенщайн; † 11 декември 1757 във Франкфурт на Майн), заварената дъщеря на сестра му София Леополдина (1681 – 1724) и княз Филип Карл фон Хоенлое-Бартенщайн (1668 – 1729). Бракът е бездетен.